# Pekingská smlouva

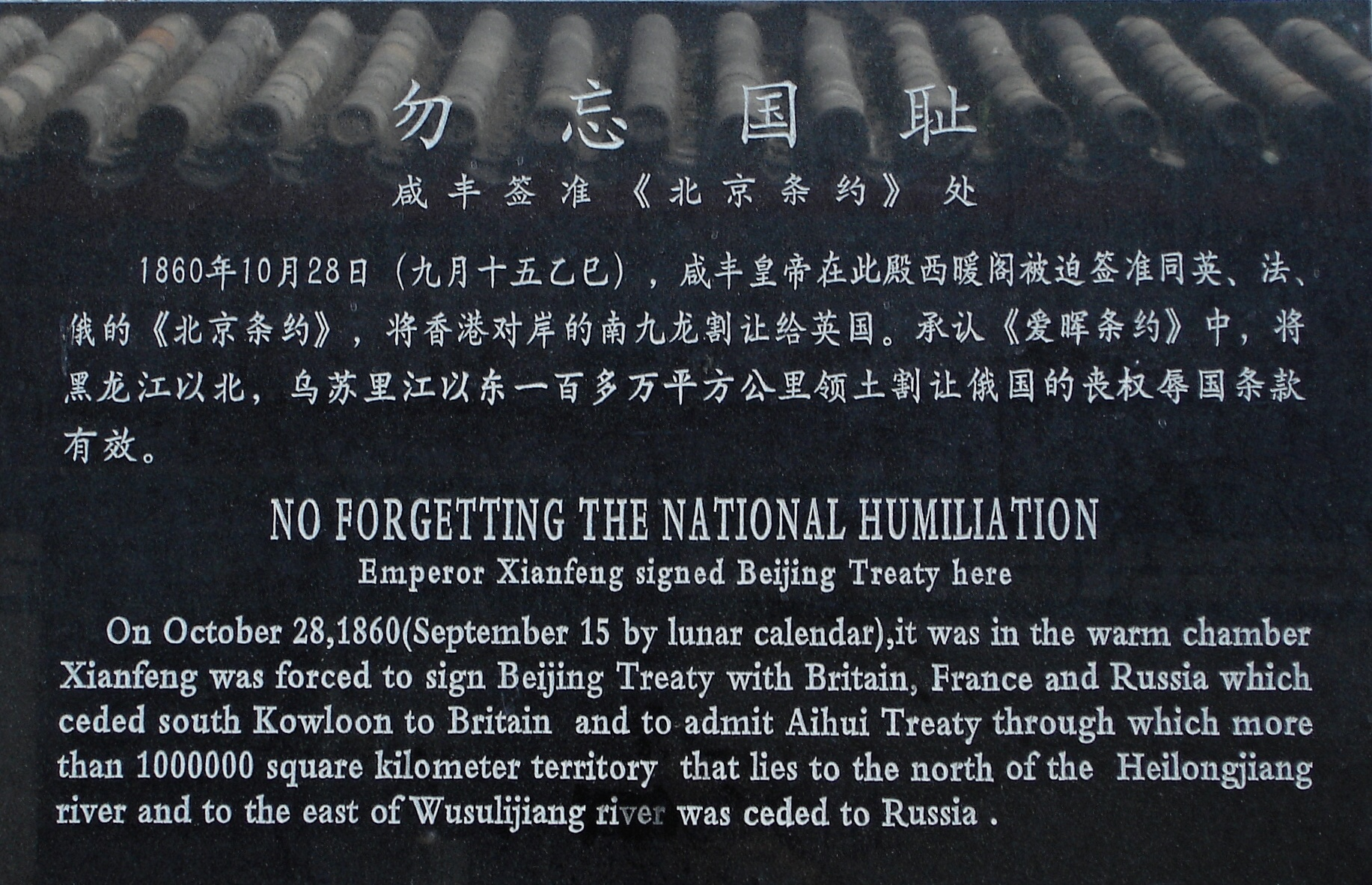
Pamětní deska připomínající podpis Pekingské smlouvy v roce 1860

Pekingská smlouva nebo první Pekingská smlouva z roku 1860 je soubor tří smluv uzavřených mezi Čínou (říší Čching) na jedné straně a Spojeným královstvím, Francií a Ruskem na druhé straně. Je jednou z takzvaných „nerovných smluv“.

## Pozadí
V říjnu 1860 kulminovala druhá opiová válka, když britská a francouzská armáda vtrhly do Zakázaného města v Pekingu. Po rozhodující porážce čchingských vojsk byl kníže Kung nucen jménem čchingské vlády podepsat dvě smlouvy s lordem Elginem a baronem Grosem, kteří reprezentovali Spojené království a Francii.
Původním plánem Britů a Francouzů bylo vypálit Zakázané město jako trest za špatné zacházení s anglo-francouzskými zajatci ze strany Čchingů. Protože by to mohlo ohrozit podepsání smlouvy, plán se změnil na spálení Starého letního paláce a Letního paláce. Smlouvy s Francií a Británií byly podepsány 24. října 1860 v budově ministerstva obřadů bezprostředně jižně od Zakázaného města.
Rusko se neúčastnilo britsko-francouzské války proti čchingské Číně a ruští zástupci proto působili při jednáních v Tiencinu roku 1858 jako prostředníci mezi Čchingy a Brity/Francouzi. Ruskému vyslanci hraběti Nikolaji Ignaťjevovi, který měl za úkol zajistit ratifikaci čchingsko-ruských dohod z roku 1858 uzavřených v Ajgunu (Ajgunská smlouva) a Tiencinu, se roku 1860 opět podařilo zaujmout pozici prostředníka mezi Západem a čchingskou vládou a přitom vzbudit v čchingské straně dojem, že západní státy podporují ruské požadavky. Kníže Kung proto s ním 14. listopadu 1860 podepsal čchingsko-ruskou smlouvu.

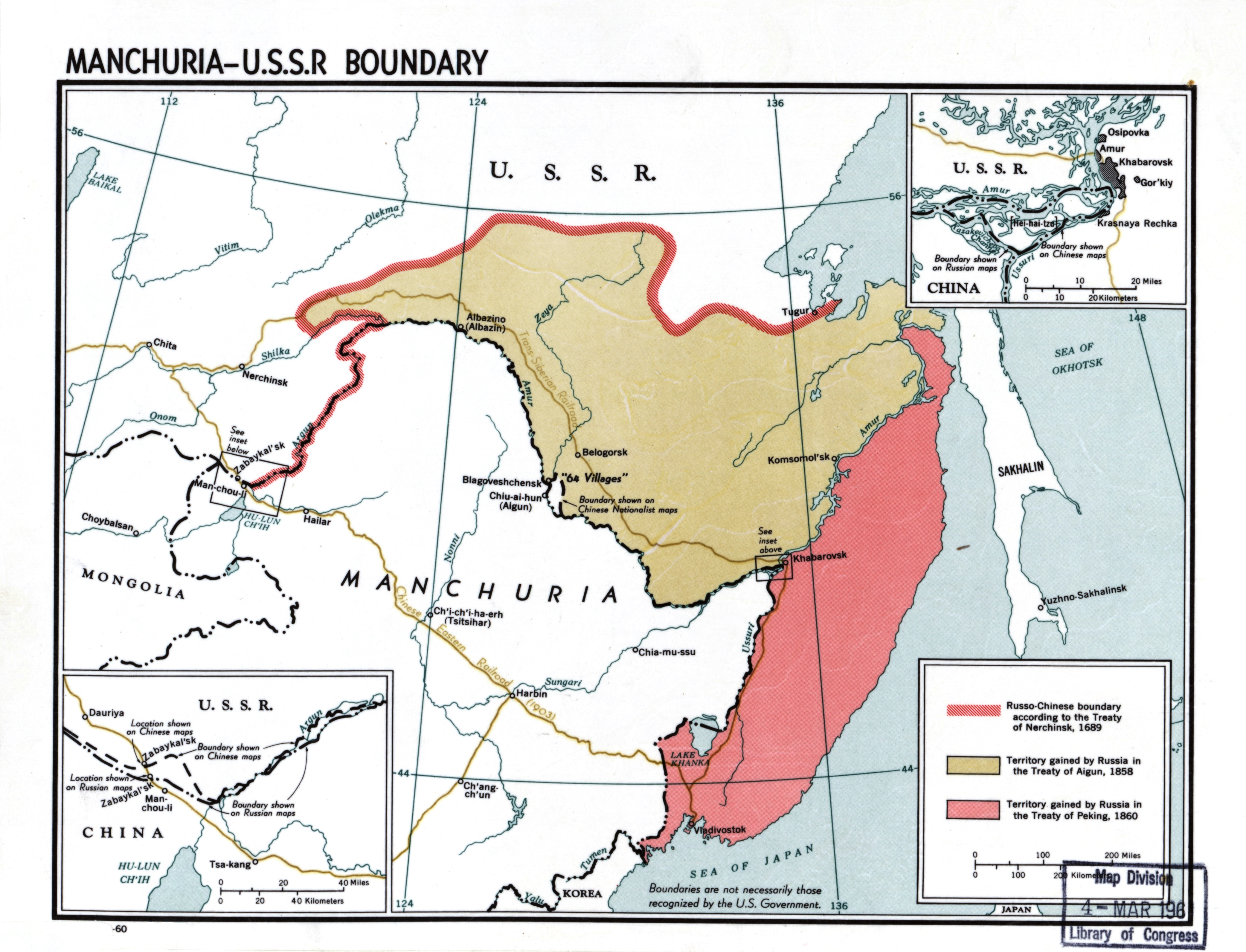
Území postoupená Říší Čching Rusku podle Ajgunské smlouvy z roku 1858 a Pekingské smolouvy z roku 1860

## Obsah smluv
Podle britsko-čchingské smlouvy čchingský císař Sien-feng ratifikoval Tiencinskou smlouvu z roku 1858, přitom se kontribuce stanovená tiencinskou smlouvou zdvojnásobila na 8 milionů liangů, Tiencin byl zařazen mezi otevřené přístavy. Území Hongkongu (poloostrov Kowloon) pronajaté Brity v březnu 1860 bylo Britům odstoupeno.
Smlouva s Francií dávala Francii stejnou kontribuci jako si vymohli Britové a stanovovala, že náboženské a charitativní stavby zabavené křesťanům budou vráceny jejich majitelům prostřednictvím francouzského zástupce.
Smlouva s Ruskem postoupila Rusku celou oblast mezi Japonským mořem a Amurem, na jihu ohraničenou řekou Tumanem (to znamená celý moderní Přímořský kraj a jihovýchodní část Chabarovského kraje), dala čchingským poddaným právo zůstat na odstoupených územích pod vládou Ruska, povolila bezcelní obchod podél celé rusko-mandžuské hranice, povolila obchod i v Kašgaru, Ili a Tarbagataji a otevření ruských konzulátů v Urze a Kašgaru.